# Agustina de Aragón (película de 1929)
Agustina de Aragón es una película española producida por un grupo de aragoneses que contrataron a Florián Rey para que llevase a la pantalla la gesta de la Heroína de la  Puerta del Portillo. De escaso presupuesto, se suprimieron las grandes escenas. Se rodaron dos negativos, para dos galanes diferentes: José María Alonso Pesquera y Manuel San Germán. Supuso la consagración de Marina Torres tras una larga serie de películas donde no tuvo tanto eco. Rodada en Barcelona, Madrid, Sigüenza y Zaragoza B/N. Muda.